# Берлинский, Владимир Иванович
Влади́мир Ива́нович Берли́нский (род. 24 апреля 1950, Чусовой, Молотовская область) — советский и российский шахматист, неоднократный чемпион мира среди незрячих шахматистов, международный мастер (1986), тренер.

## Биография
Начал учиться в школе № 17 Чусового. Занимался шахматами с 10 лет. В 1966 году стал чемпионом Чусового. Переехав с семьей в Удмуртию, в 1967 году стал чемпионом Сарапула среди взрослых и чемпионом Удмуртии среди школьников.
В 1970 году переехал в Москву. Тогда же выполнил норму кандидата в мастера спорта в чемпионате в Московской области. В 1978 году Берлинский вернулся в Чусовой и стал руководителем шахматного кружка в городском Доме пионеров. Продолжал выступать в областных соревнованиях, дважды становился чемпионом области, еще несколько раз — призером областных чемпионатов.
В 1982 году в связи с ухудшением зрения Владимир Иванович вступил во Всероссийское общество слепых, продолжив заниматься шахматами и выступать в соревнованиях среди слепых и слабовидящих.
Участник личных чемпионатов мира (1986, 1990, 1995, 1998, 2002, 2006 гг..; дважды стал победителем и несколько раз занял призовые места).
Двукратный чемпион СССР (1987 и 1991 гг.), призёр чемпионата СССР 1985 г.
Четырёхкратный чемпион (1985, 1995, 2000 и 2004 гг.) и неоднократный призёр чемпионатов РСФСР и России.
Четырехкратный победитель Всемирных шахматных Олимпиад среди инвалидов по зрению (1992, 1996, 2000 и 2008 гг.), серебряный призер турнира 2004 г.
В составе сборной IBCA участник шести шахматных олимпиад (1996, 1998, 2000, 2004, 2006 и 2008 гг.; в 2008 г. играл на 1-й доске, на других олимпиадах — на 2-й доске).

## Основные спортивные результаты
| Год  | Город              | Соревнование                                                      | + | − | = | Результат | Место             |
| ---- | ------------------ | ----------------------------------------------------------------- | - | - | - | --------- | ----------------- |
| 1966 | Чусовой            | Чемпионат Чусового                                                |   |   |   |           | 1                 |
| 1967 | Сарапул            | Чемпионат Сарапула                                                |   |   |   |           | 1                 |
|      | Ижевск             | Чемпионат Удмуртской АССР среди школьников                        |   |   |   |           | 1                 |
| 1978 |                    | Чемпионат Московской области                                      |   |   |   |           |                   |
| 1985 | Орджоникидзе       | Чемпионат РСФСР среди незрячих                                    |   |   |   |           | 1                 |
|      | Фрунзе             | Чемпионат СССР среди незрячих                                     |   |   |   |           | [ 11 ]            |
| 1986 | Москва             | Чемпионат мира среди незрячих                                     | 7 | 1 | 3 | 8½ из 11  | 1—2               |
| 1987 | Минск              | Чемпионат СССР среди незрячих                                     |   |   |   |           | 1                 |
| 1990 | Вунзидель          | Чемпионат мира среди незрячих                                     | 6 | 2 | 3 | 7½ из 11  | 2—5               |
| 1991 | Житомир            | Чемпионат СССР среди незрячих                                     |   |   |   |           | 1                 |
| 1992 | Пальма-де-Мальорка | Шахматная олимпиада для незрячих (сборная России, ?-я доска)      |   |   |   |           | Команда — чемпион |
| 1995 | Москва             | Чемпионат России среди незрячих                                   |   |   |   |           | 1                 |
|      | Торревьеха         | Чемпионат мира среди незрячих                                     | 6 | 1 | 1 | 6½ из 8   | 2                 |
| 1996 | Лагуна             | Шахматная олимпиада для незрячих (сборная России, ?-я доска)      | 5 | 0 | 3 | 6½ из 8   | Команда — чемпион |
|      | Ереван             | XXXII Олимпиада (сборная IBCA, 2-я доска)                         | 8 | 4 | 2 | 9 из 14   |                   |
| 1998 | Брно               | Чемпионат мира среди незрячих                                     | 6 | 1 | 2 | 7 из 9    | 2—5               |
|      | Элиста             | XXXIII Олимпиада (сборная IBCA, 2-я доска)                        | 3 | 2 | 3 | 4½ из 8   |                   |
|      | Логроньо           | Кубок мира среди незрячих шахматистов (сборная России, ?-я доска) | 2 | 0 | 5 | 4½ из 7   |                   |
| 2000 | Москва             | Чемпионат России среди незрячих                                   |   |   |   |           | 1                 |
|      | Закопане           | Шахматная олимпиада для незрячих (сборная России, ?-я доска)      | 5 | 0 | 2 | 6 из 7    | Команда — чемпион |
|      | Стамбул            | XXXIV Олимпиада (сборная IBCA, 2-я доска)                         | 5 | 3 | 5 | 7½ из 13  |                   |
| 2001 | Линарес            | Международный турнир (секция незрячих шахматистов)                | 5 | 1 | 3 | 6½ из 9   | 2—3               |
| 2002 | Стамбул            | Чемпионат мира среди незрячих                                     | 4 | 1 | 4 | 6 из 9    | 9—16              |
| 2003 | Линарес            | Международный турнир (секция незрячих шахматистов)                | 2 | 2 | 5 | 4½ из 9   | 6—7               |
|      | Мондарис           | Чемпионат Европы среди незрячих                                   | 4 | 1 | 4 | 6 из 9    | 5—11              |
| 2004 | Москва             | Чемпионат России среди незрячих                                   |   |   |   |           | 1                 |
|      | Таррагона          | Шахматная олимпиада для незрячих (сборная России, ?-я доска)      | 6 | 0 | 3 | 7½ из 9   | Команда — 2-я     |
|      | Кальвия            | XXXV Олимпиада (сборная IBCA, 2-я доска)                          | 4 | 4 | 3 | 5½ из 11  |                   |
| 2005 | Ольштын            | Международный турнир «Кубок Грюнвальда»                           | 5 | 1 | 3 | 6½ из 9   | 2—4               |
| 2006 | Гоа                | Чемпионат мира среди незрячих                                     | 6 | 0 | 3 | 7½ из 9   | 1                 |
|      | Турин              | XXXVI Олимпиада (сборная IBCA, 2-я доска)                         | 4 | 6 | 1 | 4½ из 11  |                   |
| 2007 | Дарем              | Чемпионат Европы среди незрячих                                   | 4 | 1 | 4 | 6 из 9    | 5—15              |
| 2008 | Ираклион           | Шахматная олимпиада для незрячих (сборная России, ?-я доска)      | 1 | 0 | 3 | 2½ из 4   | Команда — чемпион |
|      | Дрезден            | XXXVII Олимпиада (сборная IBCA, 1-я доска)                        | 3 | 4 | 2 | 4 из 9    |                   |